# Revolución Liberal de 1895
La Revolución Liberal de 1895 tuvo lugar en Ecuador y fue un período de radical agitación social y política. La Revolución comenzó el 5 de junio de 1895 y finalmente resultó en el derrocamiento del gobierno conservador, que había gobernado Ecuador durante varias décadas, por los liberales radicales, encabezados por Eloy Alfaro. Después de la revolución, el nuevo gobierno legalizó el divorcio, permitió la libertad religiosa y debilitó la autoridad de la Iglesia, que perdió tierras que poseía.
A menudo se considera que la Revolución marca el nacimiento del Ecuador moderno, con una nueva estructura de poder que favoreció al Partido Liberal y nuevos proyectos de infraestructura como la construcción de una línea ferroviaria entre Quito y Guayaquil.

## Citas
1. ↑  Handelsman pp. 10
2. ↑  Roos and Van Renterghem pp. 13